# Ningbo Open 2024
Ningbo Open 2024 byl tenisový turnaj na ženském profesionálním okruhu WTA Tour, hraný v Tenisovém centru v Jin-čou. Sedmý ročník Ningbo Open probíhal mezi 14. a 20. říjnem 2024 v čínském přímořském městě Ning-po, na severovýchodě provincie Če-ťiang.
Turnaj dotovaný 922 573 dolary patřil poprvé do kategorie WTA 500, do niž byl povýšen z úrovně WTA 250. Nejvýše nasazenou singlistkou se – po odhlášení tří výše postavených žen – stala třináctá tenistka světa Barbora Krejčíková z Česka, která ve čtvrtfinále skrečovala Miře Andrejevové. V důsledku invaze Ruska na Ukrajinu na konci února 2022 řídící organizace tenisu ATP, WTA a ITF s grandslamy rozhodly, že ruští a běloruští tenisté mohli dále na okruzích startovat, ale do odvolání nikoli pod vlajkami Ruska a Běloruska.
Osmý singlový titul na okruhu WTA Tour, a šestý v úrovni WTA 500, vybojovala 27letá Darja Kasatkinová, která ve čtvrtfinále odvrátila dva mečboly Putincevové. Po skončení se vrátila do elitní světové desítky. Čtyřhru ovládly Nizozemka Demi Schuursová s Číňankou Jüan Jüe, jež proměnily první společnou účast v deblové soutěži v trofej.

## Rozdělení bodů a finančních odměn

### Rozdělení bodů
| Soutěž  | Soutěž      | vítězky | finalistky | semifinalistky | čtvrtfinalistky | 16 v kole | 28 v kole | Q  | Q2 | Q1 |
| ------- | ----------- | ------- | ---------- | -------------- | --------------- | --------- | --------- | -- | -- | -- |
| dvouhra | [ 2 ] [ 6 ] | 500     | 325        | 195            | 108             | 60        | 1         | 25 | 13 | 1  |
| čtyřhra | [ 7 ]       | 500     | 325        | 195            | 108             | 1         | —         | —  | —  | —  |

### Finanční odměny
| Soutěž                                | Soutěž      | vítězky   | finalistky | semifinalistky | čtvrtfinalistky | 16 v kole | 28 v kole | Q2      | Q1      |
| ------------------------------------- | ----------- | --------- | ---------- | -------------- | --------------- | --------- | --------- | ------- | ------- |
| dvouhra                               | [ 2 ] [ 6 ] | 142 000 $ | 87 655 $   | 51 205 $       | 24 910 $        | 13 950 $  | 9 820 $   | 6 603 $ | 3 380 $ |
| čtyřhra                               | [ 7 ]       | 47 390 $  | 28 720 $   | 16 430 $       | 8 510 $         | 5 140 $   | —         | —       | —       |
| částky ve čtyřhře jsou uvedeny na pár |             |           |            |                |                 |           |           |         |         |

## Ženská dvouhra

### Nasazení
| Stát                         | Hráčka                | WTA | Nasazení |
| ---------------------------- | --------------------- | --- | -------- |
| Itálie                       | Jasmine Paoliniová    | 6.  | 1.       |
| Čína                         | Čeng Čchin-wen        | 7.  | 2.       |
| USA                          | Emma Navarrová        | 8.  | 3.       |
| Česko                        | Barbora Krejčíková    | 10. | 4.       |
|                              | Darja Kasatkinová     | 11. | 5.       |
| Brazílie                     | Beatriz Haddad Maiová | 12. | 6.       |
|                              | Anna Kalinská         | 13. | 7.       |
| Španělsko                    | Paula Badosová        | 15. | 8.       |
| Žebříček WTA k 7. říjnu 2024 |                       |     |          |

### Jiné formy účasti
Následující hráčky obdržely divokou kartu do hlavní soutěže: 
- Wang Si-jü
- Wang Ja-fan

Následující hráčka nastoupila pod žebříčkovou ochranou:
- Karolína Muchová

Následující hráčky postoupily z kvalifikace:
- Sara Erraniová
- Olivia Gadecká
- Jou Siao-ti
- Varvara Lepčenková
- Kamilla Rachimovová
- Ajla Tomljanovićová

Následující hráčky postoupily z kvalifikace jako šťastné poražené:
- Anna Bondárová
- Jaqueline Cristianová
- Priscilla Honová
- Tamara Korpatschová
- Ma Jie-sin
- Ella Seidelová
- Kathinka von Deichmannová

### Odhlášení
před zahájením turnaje
- Danielle Collinsová → nahradila ji Mirra Andrejevová
- Čeng Čchin-wen → nahradila ji  Jaqueline Cristianová
- Marta Kosťuková → nahradila ji  Katie Boulterová
- Emma Navarrová → nahradila ji  Tamara Korpatschová
- Jeļena Ostapenková → nahradila ji  Julia Putincevová
- Jasmine Paoliniová → nahradila ji  Ella Seidelová
- Jessica Pegulaová → nahradila ji  Priscilla Honová
- Maria Sakkariová → nahradila ji  Ma Jie-sin
- Ljudmila Samsonovová → nahradila ji  Anna Bondárová
- Donna Vekićová → nahradila ji  Kateřina Siniaková
- Wang Ja-fan → nahradila ji  Kathinka von Deichmannová

## Ženská čtyřhra

### Nasazení
| Stát                                                                     | Hráčka                      | Stát      | Hráčka             | WTA | Nasazení |
| ------------------------------------------------------------------------ | --------------------------- | --------- | ------------------ | --- | -------- |
| USA                                                                      | Nicole Melichar-Martinezová | Austrálie | Ellen Perezová     | 21. | 1.       |
| Čínská Tchaj-pej                                                         | Čan Chao-čching             | Česko     | Barbora Krejčíková | 45. | 2.       |
| Kazachstán                                                               | Anna Danilinová             |           | Irina Chromačovová | 58. | 3.       |
| Mexiko                                                                   | Giuliana Olmosová           |           | Alexandra Panovová | 67. | 4.       |
| Žebříček WTA k 7. říjnu 2024; číslo je součtem umístění obou členek páru |                             |           |                    |     |          |

### Jiné formy účasti
Následující pár obdržel divokou kartu do hlavní soutěže:
- Jang Čao-süan /  Čang Šuaj

## Přehled finále

### Ženská dvouhra
- Darja Kasatkinová vs.   Mirra Andrejevová, 6–0, 4–6, 6–4

### Ženská čtyřhra
- Demi Schuursová /  Jüan Jüe vs.  Nicole Melicharová-Martinezová /  Ellen Perezová, 6–3, 6–3